# Tessy Moerenhout
Tessy Moerenhout (Humbeek, 25 januari 1952 - 25 februari 2011) was een Vlaamse actrice.
Ze studeerde drama aan het Koninklijk Conservatorium te Brussel met onder meer Nand Buyl en Leo Dewals als haar docenten.
Bij televisiekijkend Vlaanderen is ze het meest bekend door haar rol van typiste Betty Bossé in De Collega's. Deze rol speelde ze in seizoen één. Halverwege seizoen twee verliet ze de reeks. Voor de film De Kollega's Maken de Brug keerde ze als Betty terug. Ook in Het Pleintje, de serie met heel wat dezelfde acteurs als De Collega's, was ze weer van de partij, ditmaal als Millie Bers, de winkelierster. In 1979 speelde zij de titelrol in de BRT-reeks Maria Speermalie. In 1995-1996 was ze Maria Onckeloms in Ons geluk.
Daarnaast speelde ze nog diverse gastrollen zoals in de Kotmadam en Witse.
In de theaterwereld is Moerenhout lang actief geweest bij het Mechels Miniatuur Teater, niet toevallig het theater waar De Collega's zijn oorsprong vond.
Daarnaast stond ze op de planken in enkele producties van theatergezelschap De Komeet. Ze had een gastrol in W817.
Tessy Moerenhout heeft ook jarenlang les gegeven aan het Stedelijk Conservatorium in Mechelen en heeft zo vele mensen begeleid in de wereld van toneel. 
In 1999 kreeg ze borstkanker maar genas. In 2006 herviel ze echter en ze overleed op 25 februari 2011.